# Cleveland Browns
Cleveland Browns je profesionalni klub američkog nogometa koji se trenutno natječe u sjevernoj diviziji AFC konferencije NFL lige.
Smješteni su u Clevelandu u Ohiju, a članovi NFL lige su od 1950. godine. Dosad su osvojili četiri naslova prvaka lige, sva četiri tijekom pedesetih i šezdesetih godina prošlog stoljeća, prije ere Super Bowla. Domaće utakmice igraju na FirstEnergy Stadiumu.
Brownsi su jedina momčad NFL lige koja nema zaseban logo na kacigama, a kao logo momčadi koriste samo narančastu kacigu bez ikakvih oznaka.

## Povijest kluba

### AAFC
Cleveland Brownsi su osnovani 1945. godine te su bili jedni od osnivača AAFC lige koja se pojavila krajem 1940-ih. U klubu su tada igrale legende Brownsa, quarterback Otto Graham, offensive tackle Lou Groza, defensive linemean Bill Willis te linebacker i fullback Marion Motley. Brownsi su lakoćom osvojili sva 4 AAFC prvenstva od 1946. do 1949. Te zadnje 1949. godine, AAFC liga prestaje s radom, a Brownsi se zajedno s još dva člana lige, San Francisco 49ersima i Baltimore Coltsima, pridružuju NFL ligi.

### Dominacija u 1950-ima
Mnogi su sumnjali u uspjeh Brownsa u novoj, puno jačoj NFL ligi. Brownsi su ih razuvjerili već u prvoj utakmici koju su igrali protiv aktualnih prvaka lige Philadelphia Eaglesa, pobijedili su 35:10. Sezonu su završili s omjerom 10-2, a u finalnoj utakmici su pobijedili Los Angeles Ramse predvođene quarterbackom Normom van Brocklinom 30:28 i osvojili peto prvenstvo zaredom, od toga prvo kao član NFL-a.
Brownsi odličnim igrama nastavljaju i iduće tri sezone i tri puta dolaze do finalne utakmice, gdje gube od Los Angeles Ramsa i dvaput od Detroit Lionsa. Brownsi već u iduće dvije sezone naplaćuju te poraze, te osvajaju prvenstva 1954. pobjedom nad Lionsima od čak 56:10 i 1955. pobjedom nad Ramsima 38:14. U svojih prvih deset sezona postojanja, momčad Clevelanda je sedam puta osvajala naslov.
Sezona 1956. je bila značajna po tome što su Brownsi počeli igrati sa zašitnim kacigama u koje je bio ugrađen radio odašiljač. To je omogućavalo treneru da daje upute quarterbacku za vrijeme igre. Iako je povjerenik lige još iste sezone zabranio korištenje takve opreme, danas je njeno korištenje standard u ligi.

### Era Jima Browna
Momčad na draftu 1957. bira fullbacka Jima Browna. Brown je nakon 9 sezona igranja za Brownse u NFL-u (1957. – 1965.) općenito smatran najboljim running backom i jednim od najboljih igrača footballa u povijesti.  U osam od tih devet sezona je predvodio ligu po broju jarda probijanja, a 1963. je i postavio rekord od 1863 jarda probijanja u jednoj sezoni. Za vrijeme koje je on proveo u klubu, Brownsi osvajaju jedan naslov prvaka (1964. protiv Baltimore Coltsa predvođenih quarterbackom Johnnyjem Unitasom) i dvaput se pojavljuju u finalnoj utakmici (1957. i 1965.). Do kraja šezdesetih, Brownsi dolaze još dvaput do finala (1968. i 1969.)

### Počeci u AFC konferenciji
NFL liga se 1970. spaja s AFL ligom i Brownsi zajedno s Pittsburgh Steelersima i Baltimore Coltsima prelaze u AFC konferenciju. Tamo u prve tri sezone dvaput ulaze u doigravanje, ali slijedi niz osrednjih sezona te ostaju bez doigravanja do kraja sedamdesetih.

### 1980-e i rivalstvo s Denver Broncosima
U osamdesetima slijedi novi uspon momčadi iz Clevelanda. Momčad u kojoj su igrali quarterback Bernie Kosar, tight end Ozzie Newsome i linebacker Clay Matthews ulazi pet puta zaredom u doigravanje od 1985. do 1989. U tih pet sezona rađa se rivalstvo s Denver Broncosima quarterbacka Johna Elwaya, koji tri puta izbacuju Brownse iz doigravanja, svaki put u konferencijskom finalu. Do privremenog gašenja momčadi 1996., Brownsi ulaze u doigravanje još samo 1994, gdje ih u divizijskoj rundi pobjeđuju Pittsburgh Steelersi.

### Od gašenja momčadi i ponovnog pokretanja do danas
Do preseljenja momčadi Brownsa u Baltimore dolazi 1996. Nova momčad, Baltimore Ravensi, dobiva igrače i stručni stožer, a u Clevelandu ostaje ime i pravo na povijest kluba. Brownsi su se ponovno vratili u ligu 1999. s novom momčadi. Međutim, do 2013. se pojavljuju u doigravanju samo jednom (2002.) i imaju samo dvije pobjedničke sezone (2002. i 2007.).

## Učinak po sezonama od 2008.
| Sezona | Liga | Konferencija | Divizija | Regularni dio sezone | Regularni dio sezone | Regularni dio sezone | Regularni dio sezone | Uspjeh u doigravanju |
| Sezona | Liga | Konferencija | Divizija | Poz.                 | Pob.                 | Por.                 | Ner.                 | Uspjeh u doigravanju |
| ------ | ---- | ------------ | -------- | -------------------- | -------------------- | -------------------- | -------------------- | -------------------- |
| 2008.  | NFL  | AFC          | Sjever   | 4.                   | 4                    | 12                   | 0                    |                      |
| 2009.  | NFL  | AFC          | Sjever   | 4.                   | 5                    | 11                   | 0                    |                      |
| 2010.  | NFL  | AFC          | Sjever   | 3.                   | 5                    | 11                   | 0                    |                      |
| 2011.  | NFL  | AFC          | Sjever   | 4.                   | 4                    | 12                   | 0                    |                      |
| 2012.  | NFL  | AFC          | Sjever   | 4.                   | 5                    | 11                   | 0                    |                      |
| 2013.  | NFL  | AFC          | Sjever   | 4.                   | 4                    | 12                   | 0                    |                      |
| 2014.  | NFL  | AFC          | Sjever   | 4.                   | 7                    | 9                    | 0                    |                      |
| 2015.  | NFL  | AFC          | Sjever   | 4.                   | 3                    | 13                   | 0                    |                      |
| 2016.  | NFL  | AFC          | Sjever   | 4.                   | 1                    | 15                   | 0                    |                      |
| 2017.  | NFL  | AFC          | Sjever   | 4.                   | 0                    | 16                   | 0                    |                      |
| 2018.  | NFL  | AFC          | Sjever   | 3.                   | 7                    | 8                    | 1                    |                      |

### Članovi Kuće slavnih NFL-a
- Doug Atkins (u klubu od 1953. do 1954.)
- Jim Brown (1957. – 1965.)
- Willie Davis (1958. – 1959)
- Len Dawson (1960. – 1961.)
- Joe DeLamielleure (1980. – 1984.)
- Len Ford (1950. – 1957.)
- Frank Gatski (1946. – 1956.)
- Otto Graham (1946. – 1955.)
- Lou Groza (1946. – 1959., 1961. – 1967.)
- Gene Hickerson (1958. – 1973.)
- Henry Jordan (1957. – 1958.)
- Leroy Kelly (1964. – 1973.)
- Dante Lavelli (1946. – 1956.)
- Mike McCormack (1954. – 1962.)
- Tommy McDonald (1968.)
- Bobby Mitchell (1958. – 1961.)
- Marion Motley (1946. – 1953.)
- Ozzie Newsome (1978. – 1990.)
- Paul Warfield (1964. – 1969., 1976. – 1977.)
- Bill Willis (1946. – 1953.)
- Paul Brown (trener) (1946. – 1962.)